# Muyahidines bosnios
Los muyahidines bosnios (en bosnio: Bosanski mudžahedini) fueron formaciones de extranjeros de credo musulmán, todos ellos voluntarios, que combatieron junto a las fuerzas de Bosnia durante 1991–1995 en la guerra contra los serbios. Fueron a Bosnia con el objetivo inicial de combatir por el Islam y en beneficio de la hermandad musulmana bosnia en desventaja en Bosnia y Herzegovina.

## Historia
Algunos de ellos eran netamente trabajadores y colaboradores humanitarios -como Abu Hamza, uno de sus líderes- los cuales, eran considerados como criminales en sus respectivas patrias por viajar ilegalmente a Bosnia con la condición de hacerse soldados. El número de voluntarios a través del conflicto es tema de disputas entre historiadores y cronistas, es de alrededor de trescientos hasta seis mil combatientes, pero el número preciso aún no es conocido, debido a la propaganda serbia o a algunas sensiblerías políticas de ambos bandos en boga hoy día. De acuerdo a la investigación independiente de la emisora de radio Radio Free Europe, no hay cifras precisas de los conscriptos voluntarios de fe islámica de origen extranjero. En el año 2006, varios documentos emergieron y en estos se detallaban que había una presencia estimada de entre mil setecientos muyahidínes extranjeros, principalmente provenientes de naciones árabes. Cientos afirmaron que fueron provistos de pasaportes bosnios para sus viajes posteriores.

## Guerra en Bosnia
Las discusiones secretas llevadas a cabo entre Franjo Tuđman y Slobodan Milošević para la división y repartición de Bosnia y Herzegovina entre Serbia y Croacia serían adelantadas en el inicio del mes de marzo de 1991 (y fueron conocidas como los acuerdos de Karađorđevo).Tras la declaración de independencia por parte de la República de Bosnia y Herzegovina, los serbios y croatas atacaron diferentes partes de dicho país, la administración estatal de Bosnia y Herzegovina cesó su funcionamiento efectivo, y terminó perdiendo el control sobre su territorio entero. Los serbios querían el dominio sobre todas las poblaciones donde habitaran sus conciudadanos, lo que son las zonas este y oeste de Bosnia. Los croatas y su líder, Tuđman, a su vez también les requerían a los bosnios todas aquellas partes habitadas por sus paisanos. Los bosnios, creyentes musulmanes, se consideraban como un blanco fácil, a causa de que las fuerzas armadas bosnias no estaban adecuadamente equipadas para una guerra como ésta.
El 25 de septiembre de 1991 el Consejo de Seguridad de las Naciones Unidas aprobó la Resolución 713 imponiendo un embargo de armas a todas las naciones de la anterior Yugoslavia. Sin embargo, dicha medida tuvo un efecto negativo sobre las dotaciones que el Ejército de Bosnia podría recibir, ya que la mejor parte de los arsenales de la ex-Yugoslavia los tenía Serbia, heredados todos del JNA; y el arsenal de Croacia se nutrió fácilmente gracias a que los puertos de la ex-Yugoslavia quedaron mayormente en su posesión, y a las compras de arsenal que eran financiadas en el exterior por las comunidades croatas.
Al principio de la guerra, las fuerzas serbias atacaron a la población bosníaca en el este de Bosnia. Una vez las ciudades y poblados estuvieron asegurados bajo su dominio, las fuerzas armadas serbias -militares, policía, los paramilitares, y en ocasiones, civiles serbios armados– aplicarían las mismas técnicas: las casas y otras residencias bosníacas eran saqueadas o incendiadas sistemáticamente, los civiles bosníacos eran rodeados y capturados, y en ocasiones eran golpeados o asesinados en el proceso. Hombres y mujeres eran separados, a los detenidos en dichos campos se les castigaba o torturaba severamente, e incluso eran asesinados. Las mujeres eran retenidas en varios campos de detención creados en donde eran maltratadas de diferentes maneras, incluida la violación consecutiva.
Mientras tanto, las fuerzas croatas lanzan sus primeros ataques contra los bosnios en Gornji Vakuf y en Novi Travnik, ciudades situadas en la región de Bosnia central, el 20 de junio de 1992, pero dichos ataques fallaron en su cometido. Tras el acuerdo de Graz, con el que se hizo en el papel la profunda división entre la comunidad croata y se fortaleció el grupo separatista, lo que derivó en el posterior suceso de la campaña de limpieza étnica del Valle del Lašva contra los civiles bosniacos. Esta campaña sería planeada por el liderazgo militar y político de la autoproclamada comunidad croata de Herzeg-Bosnia, en el mes de mayo de 1992 hasta el mes de marzo de 1993, siendo desplegada desde el siguiente mes de abril, lo que se tradujo en la implementación de los objetivos proclamados por los nacionalismo croata en noviembre de 1991. Los bosnios del Valle de Lašva fueron entonces sujetos de persecución en los niveles político, racial y religioso deliberadamente discriminados en el contexto de un ataque extendido a la población civil de la región, y sufrieron asesinatos, masacres, y a sus mujeres se les hizo víctimas de violación, aparte se les retuvo en condiciones infrahumanas en varios campos de detención, así como fueron destruidas sus posesiones, villas, monumentos culturales e iglesias, así como sus medios de trabajo y sus propiedades. Estos hechos fueron seguidos por campañas de boicot anti-bosniaco, particularmente en los municipios de Vitez, Busovača, Novi Travnik y Kiseljak.
Tras estos hechos, cientos de muyahidines extranjeros llegaban a la zona de Bosnia central entre la segunda mitad del año 1992, con el objetivo de ayudar a sus hermanos Bosnios musulmanes, y a defenderlos y defenderse de las fuerzas y los voluntarios de los serbios y croatas. Muchos de los combatientes vinieron del Norte de África, el oriente medio y del Este de Asia. El 13 de agosto de 1993, el gobierno de Bosnia organizó oficialmente cuerpos de regimientos de voluntarios dentro del destacamento conocido como "El Mudžahid" en orden de imponer el control y de preservar el orden. Inicialmente, los voluntarios extranjeros les brindaban comida y les asistían en otras necesidades básicas a la población musulmana local, a pesar de haber sido privados de muchas de sus necesidades por las fuerzas serbias. Una vez las hostilidades iniciaron entre el gobierno de Bosnia y las fuerzas croatas (HVO), los muyahidines a su vez participaron en las batallas entre las HVO y las unidades de las ARBiH.
Los muyahidines extranjeros reclutaban activamente a la juventud local, ofreciéndoles entrenamiento en combate militar, y dotándolos con uniformes y armas. Como resultado, algunos bosníacos se unieron en el muyahidín y en el proceso se convirtieron en muyahidines locales. Estos imitaban a los extranjeros en  las formas de sus vestimentas y en sus comportamientos y maneras, como una extensión que en algunas ocasiones, acorde al acervo documental recogido por el TPIY y usado en juicios posteriores por estos hechos, «era difícil distinguir entre los dos grupos». Por tal razón, el tribunal TPIY ha usado el vocablo «muyahidín» (el cual ellos pronuncian como muiajedín) para diferenciar a los combatientes extranjeros provenientes de países árabes, pero a su vez en los casos donde se veían involucrados musulmanes locales (como en el caso de los bosniacos) que se unieron a las unidades muyahidín.
Estos grupos atrajeron rápidamente el criticismo de los propios bosniacos, quienes aclamaban que su presencia era una clara evidencia de la violencia y extremismo del fanatismo islámico en Europa. Así mismo los voluntarios se harían a una mala reputación entre muchos de los bosniacos, a causa de que Ejército de Bosnia disponía de miles de tropas y supuestamente no requería de más soldados (especialmente al quererse salvar de las controversias generadas para socavar su reputación como un ejército defensor), pero se requerían armas. Muchos de los oficiales del Ejército y de los intelectuales de Bosnia y así como muchos ciudadanos eran suspicaces con los masivos arribos de voluntarios extranjeros en la parte de Bosnia central, y a causa de que se les hacía pasar por las ciudades de Split y Zagreb en Croacia, y luego a través de la región autoproclamada dentro de la Comunidad croata de Herzeg-Bosnia, para poder llegar a esta zona, y sin problemas, a diferencia de los combatientes de Bosnia; quienes eran regularmente arrestados por las fuerzas croata.
El primer campo de entrenamiento de los muyahidines estuvo situado en Poljanice, cerca del poblado de Mehurici, en el valle de Bila, y en la municipalidad de Travnik. Los grupos de muyahidines luego eran establecidos en donde eran alojados los muyahidines de países árabes junto a algunos de los combatientes bosniacos. Los muyahidines provenientes del campo de Poljanice a su vez estuvieron establecidos en los poblados de Zenica y Travnik, desde la segunda mitad de 1993 en adelante, en la villa de Orasac[cita requerida], a su vez también fueron ubicados en el valle de Bila.

## Operatividad
La efectividad militar de los combatientes muyahidín está aún en disputas por los expertos. Empero, según el anterior negociador estadounidense para los Balcanes Richard Holbrooke quien habría dicho en una entrevista que "Los musulmanes no habrían sobrevivido sin estos combatientes ni su ayuda", al tiempo que tras el embargo de la ONU disminuyó la capacidad de combate de las tropas del gobierno de Bosnia. En el año 2001, Holbrooke llamó el regreso de los muyahidines como "un pacto con el demonio", del cual Bosnia está aún recuperándose. De otra parte, de acuerdo al testimonio dado por el general Stjepan Šiber, el alto ranking étnico croata en el Ejército de Bosnia, el papel fundamental de los voluntarios que arribaron a este país fue puesto por Tuđman y los mandos de la contra-inteligencia croata como el objetivo justificable de la entrada de Croacia en la guerra en Bosnia y en los crímenes cometidos por las fuerzas croatas. Al tiempo que el presidente de Bosnia Alija Izetbegović les consideró por su valor simbólico como un signo de la solidaridad del mundo árabe y el apoyo a su justa causa y a Bosnia, y finalmente les apreciaría por el escaso pero significativo valor y su aporte en lo militar, pero fueron una mínima diferencia, aparte que causarían, al contrario de lo esperado, un grave problema político de responsabilidad militar; dada la obligatoriedad de la responsabilidad bosnia en los hechos posteriormente conocidos y cometidos por estos combatientes.

### Relaciones públicas del Ejército del gobierno de Bosnia
El tribunal TPIY encontró que unidades de tipo batallón denominada "El Mujahid" (en bosnio: El Mudžahid) sirvieron junto con las fuerzas bosnias. Se cree que fue establecido el 13 de agosto de 1993, por el Ejército de Bosnia, el cual decide formar una unidad exclusivamente de combatientes extranjeros con el fin de establecer un orden y el imponer su control sobre estos cuando el número de guerreros extranjeros voluntarios comenzó a incrementarse. Se pretendía que el batallón "El Mudžahid" fuera aprovisionado y sostenido por el ejército regular de Bosnia y Herzegovina (ARBiH), pero se sabe que incluso habrían operado como unidades de élite por separado.

De acuerdo a la sentencia proferida por el tribunal TPIY en el caso de Rasim Delić, y quien fungía como el Jefe del Estado Mayor de las ARBiH, tras la formación de la 7ma. Brigada Musulmán el 19 de noviembre de 1992, la unidad "El Mudžahid" sería subordinada a la estructura del ejército bosnio. De acuerdo a un comunicado de la ONU de 1995, la unidad "El Mudžahid" era "directamente dependiente del ejército de Bosnia para sus suministros" y sus "órdenes" durante las operaciones de combate contra las fuerzas serbias. Este asunto ha formado parte de dos casos por crímenes de guerra llevados por el tribunal TPIY contra dos anteriores comandantes u oficiales del Ejército de Bosnia y Herzegovina, con base en la responsabilidad del superior en las actuaciones criminales de sus subalternos en operación. En éstos procesos, la cámara de juzgamiento del citado tribunal contra Enver Hadžihasanović, comandante del 3.er. Cuerpo del ARBiH (quien luego sería parte del comando conjunto de las ARBiH y quien sería a su vez Jefe del Comando Supremo), y contra Amir Kubura, comandante de la 7.ª. Brigada Musulmana, la que hacía parte del 3.er. Cuerpo del ARBiH, la cámara encontró que 
"Los muyahidines extranjeros se establecieron en el campo de Poljanice, el cual no era parte oficialmente del 3.er. Cuerpo del ARBiH, ni de la 7.ª. Brigada del citado componente militar. Seguidamente, el fiscal falló en la probatoria de las razones imputables y en su caso se demostró que había dudas sobre que los muyahidines extranjeros se hubieran unido oficialmente a las ARBiH, demostrándose que eran subordinados "de iure" de los acusados, Enver Hadžihasanović y de Amir Kubura".
 También se halló que
"Hay suficientes indicios de que las brigadas anteriormente mencionadas estuvieran en relación de subordinadas, y que entre "El Mujahedin" y el acusado hubieran relaciones a priori antes del 13 de agosto de 1993. Éste testimonio fue escuchado por la cámara de procesos y, en principio, los documentos presentados como evidencia demostraban que las ARBiH mantuvieron una muy cercana relación con los combatientes muyahidines extranjeros tan pronto como estos arribaran en Bosnia central para 1992. Las operaciones de combate conjuntas son una ilustración de dicha relación. En Karaula y Visoko para 1992, y en el monte Zmajevac a mediados de abril de 1993 y en el valle de Bila en junio de 1993, los muyahidines combatieron del lado de las unidades de las ARBiH contra las formaciones serbo-bosnias y bosnio-croatas."
Sin embargo, el tribunal TPIY en su cámara de apelaciones en abril de 2008 concluye que las relaciones entre el 3.er Cuerpo del Ejército Bosnio y liderado por Hadžihasanović y el destacamento "El Mudžahid" no había indicios de subordinación pero se hace hincapié en la hostilidad abierta, ya que la única forma posible para controlar el destacamento era el de atacar como si fueran una fuerza enemiga distinta.

### Propaganda
Los bandos de dicho conflicto con ostensible superioridad militar, es decir; tanto serbios como croatas y sus respectivos medios de comunicación; crearon artículos y documentales, así como reportes noticiosos, donde generaban mucha de la controversia acerca de los crímenes de guerra cometidos por este destacamento, y no fueron claramente sentenciados por el TPIY. El único proceso en el que se dictaminó alguna clase de responsabilidad contra alguno de los combatientes extranjeros sería por el caso del activista neo-Nazi sueco Jackie Arklov, quien combatió para el Ejército de Croacia (y quien primero sería capturado y sentenciado por una corte Bosnia, posteriormente sería procesado por una corte judicial sueca). De acuerdo a los veredictos del tribunal TPIY, los esfuerzos de la propaganda pro-serbia eran muy proactivos, y daban constantes reportes con fines de propagación de noticias con contenidos claramente falsos en el caso de los combatientes extranjeros, con el fin de acrecentar los ánimos antimusulmanes entre los serbios. Tras la toma de Prijedor por las fuerzas serbias en 1992, Radio Prijedor propagó ideales e informativos con noticias nacionalistas pro-serbias, caracterizadas principalmente por los prominentes adjetivos contra los "no-serbios", al clasificarlos como criminales y extremistas; los cuales debían ser castigados. Un ejemplo de dicha propaganda sería el locuaz y degradante lenguaje usado para referirse a los no-serbios como "Mujahedin", "Ustaše" o "Boinas Verdes", al tiempo que eran comunes las llegadas de combatientes extranjeros voluntarios en Bosnia y Herzegovina. De acuerdo a las conclusiones del tribunal TPIY en el veredicto por el caso de Milomir Stakić, Mile Mutić, el director del periódico local Kozarski Vjesnik; y el periodista Rade Mutić regularmente atendían reuniones en donde concurrían con políticos serbios (quienes fungían como autoridades locales) con el fin de obtener informes sobre los siguientes pasos a seguir sobre los informes de difusión de propaganda.
Otro ejemplo de propaganda sobre los "Guerreros sagrados Islamistas" fue presentado en el veredicto del juicio del tribunal TPIY en el caso Kordić y Čerkez por crímenes de guerra y de crímenes contra la humanidad cometidos por el liderazgo local de la comunidad croata de Herzeg-Bosnia contra los civiles bosnios. La villa de Gornji Vakuf fue atacada por el HVO en enero de 1993, seguido de un bombardeo pesado y sostenido contra la población por parte de las fuerzas croatas y su artillería. Durante las negociaciones del cese de hostilidades en las instalaciones del Britbat en Gornji Vakuf, el Coronel Andrić, representante de las HVO, demandó que las fuerzas Bosnias depusieran sus armas y que se rindieran y aceptaran el control de las HVO sobre el poblado, amenazándolos conque "si no se rendían y accedían a el trato, reducirían a escombros a Gornji Vakuf". Las demandas de las HVO no fueron aceptadas por las fuerzas Bosnias y el ataque continuó, seguido de varias masacres contra los civiles musulmanes Bosnios en las villas vecinas de Bistrica, Uzričje, Duša, Ždrimci y de Hrasnica[cita requerida]. La campaña de bombardeos y los ataques durante la guerra se saldaron con cientos de heridos y muchas muertes, mayormente de civiles bosnios musulmanes. Al momento que los croatas buscaban una justificación para la intervención en Gornji Vakuf, se indicó que las órdenes estaban justificadas por los ataques y masacres de civiles por parte de dichos combatientes, a lo que el comandante del batallón británico de la ONU reclamó que en el poblado no habían "muyahidines" en Gornji Vakuf y que la aldea ya había sido verificada por sus soldados, quienes no encontraron signos de su presencia.
Según las declaraciones de Predrag Matvejević, un notable prosista moderno ítalo-croata quien analizó de forma independiente la situación, el número de voluntarios árabes que vinieron a socorrer a sus hermanos de fe, los bosnios musulmanes, "fue mucho menor de lo que las cifras que presentaban los medios de propaganda serbia y croata".

## Postconflicto

### Controversias sobre la ciudadanía bosnia
A los muyahidines extranjeros se les pidió que, bajo lo determinado en los acuerdos de 1995, que abandonen el país; pero muchos se deciden a residir en el país. Al tiempo que reportes emitidos por el Departamento de Estado que sugerían que dicho número podría ser mayor, y un oficial de alto rango de las fuerzas de la inteligencia de las SFOR estima que no habría más de 200 muyahidines extranjeros viviendo en Bosnia en el año 2001, lo cual sería cerca del 30% de la cifra real, lo que representa que hay un tercer-grupo con fuertes lazos directos o indirectos con grupos de corte terrorista-extremista al cual le sería revocado su estatus.
En septiembre del 2007, 50 de esos individuos ya no tenían su ciudadanía, pues les había sido revocada. Desde entonces más de 100 sujetos han sido advertidos para el reclamo de sus derechos y privilegios ciudadanos, en caso de haberles sido revocado injustamente. Ya más de 250 estuvieron bajo investigación, mientras el conjunto de sus ex-mandos centrales reconsideraban el sostener su ciudadanía, tras ser incriminados en casos de abusos y masacres, y en el caso de los voluntarios extranjeros que pelearon a favor de Bosnia en la guerra, incluyendo a combatientes cristianos de Rusia y Europa oriental, se estima que hay más de 1500 casos que podrían ser reexaminados finalmente.

### Juicios por crímenes de guerra
Es sabido que los muyahidines participaron en algunos incidentes considerados como crímenes de guerra, de acuerdo a la legislación y convenios internacionales vigentes. Empero, las sentencias falladas por el tribunal TPYI contra ellos, exceptuando a ciertos casos de oficiales del Ejército de Bosnia que han sido sindicados de autoría sobre la base de su responsabilidad de comando.
Tanto Amir Kubura como Enver Hadžihasanović (los oficiales bosnios sindicados de ciertos hechos) fueron encontrados inocentes en todas las acusaciones relacionadas con los incidentes en donde estuvieron involucrados combatientes muyahidín. Los juicios en los casos de Hadžihasanović y de Kabura concernían a una cantidad de eventos en los que estuvieron involucrados elementos muyahidines. El 8 de junio de 1993, el Ejército de Bosnia atacó a las fuerzas croatas en el área de la población de Maline, en represalia a las masacres cometidas por los croatas en las poblaciones vecinas de Velika Bukovica y de Bandol el 4 de junio. Tras tomarse la villa de Maline, las unidades de policía militar de la Brigada 306 del Ejército de Bosnia llegarían a Maline. Estos policiales fueron los encargados de evacuar y proteger a los civiles en las poblaciones en manos de los bosnios. A los heridos se les fue abandonando en el lugar, y cerca de 200 personas, en las que se incluían civiles y soldados croatas, fueron tomados por los elementos policiales y llevados a Mehurici. El comandante de la Brigada 306 autorizó que a los lisiados se les pusiera bajo protección y fueran trasladados en camiones a Mehurici. Seguidamente, un grupo de combatientes muyahidines arrasaron el poblado de Maline. A pesar de que el comandante bosnio de la 306.ª Brigada les prohibió acercarse, estos le hicieron caso omiso. Los 200 pobladores que fueron escoltados hasta Mehurici por la 306.ª Brigada de la policía militar fueron interceptados por los muyahidínes en Poljanice. Ellos tomaron a 20 militares croatas ancianos y a una mujer que portaban distintivos de la Cruz Roja como prisioneros, a los que llevaron hasta Bikoci, entre las poblaciones de Maline y Mehurici, y luego; 23 soldados croatas y la mujer fueron ejecutados en Bikoci, en donde habían sido hechos prisioneros.
La sentencia del tribunal TPYI en el caso de Rasim Delić, así como sus tretas en los incidentes relacionados con los muyahidines durante el verano de 1995, como el del asesinato de dos soldados serbios el 21 de julio de 1995, fueron tenidos en cuenta como parte de las operaciones del plan militar denominado Operation Miracle, y el asesinato de un POW serbio en Kamenica el 24 de julio de 1995, y otros eventos relacionados con los 60 soldados serbios capturados durante la batalla de Vozuća, que se dice serían asesinados, pero que fueron considerados desaparecidos, pero según otras fuentes fueron asesinados por voluntarios extranjeros.

### Conexiones terroristas
Tras el fin de las Guerras en Bosnia, y especialmente; tras los ataques terroristas del 11 de septiembre (que se cree fueron cometidos por un grupo de 19 agentes de al-Qaeda que incluyeron a dos veteranos de las guerras en Bosnia de origen saudí), las conexiones entre los muyahidines, al-Qaeda y la postura radical de los musulmanes en algunos estados Europeos ha resultado mejor y más ampliamente discutida.
En una entrevista con el periodista Jim Lehrer, Holbrooke declaró:
Hubo cerca de 1,000 personas que pertenecieron en el país a lo que era llamado "Combatientes libertarios Muyahidines". Ahora sabemos que esa era la cubierta de al-Qaida. Anteriormente no había escuchado esta palabra, pero la conocí de boca de los que estuvieron en esas guerras. Y si se analiza detenidamente a los secuestradores de los vuelos en los atentados del 11 de septiembre, muchos de ellos fueron entrenados para el combate en Bosnia. Habiéndose esclarecido esto, resolvieron emigrar hasta el también conflictivo y radicalizado Afganistán, donde ya tenían operaciones y bases. Si no hubiera sido en los acuerdos de Dayton, estaríamos enzarzados en luchar dentro de cuevas habitadas por los terroristas en Bosnia central, en pleno corazón de Europa.
Evan F. Kohlmann escribe posteriormente:
Uno de los factores más importantes tras la radicalización contemporánea de las juventudes musulmanes en Europa pueden ser encontrados en Bosnia-Herzegovina, donde la crema y nata de los muyahidines árabes provenientes de Afganistán fueron probados en sus habilidades en combate tras la era postsoviética y movilizaron una nueva generación de revolucionarios pan-islámicos.
A su vez anota que sus fuentes serbias y croatas le señalaron el objeto de los señalamientos como "un intento de pura propaganda", basados en su herencia y transcurrir histórico y su relativo odio a los bosnios, a los que declaran como "musulmanes extraterrestres en el corazón de tierras cristianas".
Algunos autores sugieren que los Estados Unidos brindaron un apoyo total y dieron armas y entrenamiento a los militantes musulmanes incluyéndose a los miembros anteriores y actuales de la línea de mando de Al-Qaeda.
De acuerdo a varios reportes emanados de "Radio Free Europe" y su investigación que decían bajo el título "Al-Qaeda en Bosnia-Herzegovina: Mito o un Peligro presente", Bosnia no estaría más expuesta o relacionada con el terrorismo extremista islámico que otra nación en Europa.
Juan Carlos Antúnez en su análisis comprensivo del fenómeno del "Wahhabismo" en Bosnia, escribió en 2007 su nota en la que decía:
Diferentes artículos de prensa que aparecen en medios de comunicación locales y en otros de carácter internacional han comentado sobre el rol de Bosnia-Herzegovina en diferentes aspectos relacionados con diversas redes de terroristas internacionales. Mucha de esta información está sin confirmar. La sustancia del cubrimiento en los medios de prensa en vivo está variadamente dividido entre la verdad y la mentira. Las células terroristas en sí no están menos presentes de lo que se supone en Bosnia-Herzegovina de lo que se ha visto en otros países. La prensa serbo-bosnia y serbia en sus presentaciones regularmente malversan los reportes, y la información emitida es generalizada en el punto de sugerir que en Bosnia-Herzegovina hay una significativa amenaza a la seguridad etnonacional a causa de su cercanía con países que admiten extranjeros de procedencia islámica y quienes presuntamente serían terroristas. Esta clase de propaganda nacionalista, que; deliberadamente, obscurece los hechos, se presenta así en dos áreas: primeramente, los síntomas de amenazas a la seguridad internacional y/o nacional se confunden con las causas sugeridas en base de un débil estado Bosnio; y en segundo lugar, el deliberado apoyo a nivel estatal al terrorismo en lugar de la supuesta debilidad estatal y la posible inhabilidad de sus políticos en organizar esfuerzos policiales por sí mismos para perseguir dichas redes. El fenómeno terrorista en Bosnia-Herzegovina no estaría más desarrollado que en otros lados, y el riesgo por un posible ataque terrorista no es tan alto como en otras partes del mundo.